# Volano coltelli
Volano coltelli (Knife Fight) è un film del 2012 scritto e diretto da Bill Guttentag.

## Trama
L'organizzatore di una campagna elettorale si trova diviso tra la volontà di portare il candidato che sostiene alla vittoria e il desiderio di non abbassarsi a ignobili compromessi e ad azioni illecite.

## Distribuzione
La pellicola è stata presentata in anteprima il 25 aprile 2012 al Tribeca Film Festival e distribuita nelle sale statunitensi dalla Myriad Pictures a partire dal 25 gennaio 2013.